# Трудове (Семенівська сільська громада)
Трудове́ — селище в Україні, в Мелітопольському районі Запорізької області. Входить до складу Семенівської сільської громади. Населення становить 680 осіб.

## Географія
Селище Трудове знаходиться на березі річки Тащенак, вище за течією на відстані 1,5 км розташоване село Першотравневе, нижче за течією на відстані 6 км розташоване село Новомиколаївка. Річка в цьому місці пересихає, на ній зроблені загати. Поруч проходить автомобільна дорога Т 0805.

## Назва
На території України 21 населений пункт з назвою Трудове.

## Історія
- Згідно сайту Верховної Ради України, село було засноване в 1890 році, хоча недалеко від сільського кладовища була знайдена могильна плита, що датується 1871 роком [1]. У селі знаходилася колонія німців — менонітів під назвою Нейтейх.
- Після встановлення Радянської влади в селі розмістилася виправно-трудова колонія НКВД, що існувала до 1959 року.[1]
- У 1961 році селище отримало свою нинішню назву Трудове.
- До 2019 року орган місцевого самоврядування — Новомиколаївська сільська рада.

## Об'єкти соціальної сфери
- Школа. Трудівська загальноосвітня школа I-III ступенів розташована за адресою вул. Шкільна, 9. У школі 11 класів та 58 учнів. Школа російськомовна [2]. З 16 педагогів 8 самі є випускниками Трудівської школи. Школа відкрилася в 1973 році, і її будівля була розрахована на 392 учнів.[3].

## Пам'ятки
У селищі збереглося кілька житлових та господарських будівель німецької колонії Нейтейх. На території села були знайдені жорно та три надгробних плити другої половини XIX століття. Одна надгробна плита була знайдена в тілі греблі одного з ставків. За розповідями жителів села, старі надгробні плити використовувалися для зміцнення цієї греблі.